# Ulica Eugeniusza Geta-Stankiewicza we Wrocławiu
Ulica Eugeniusza Geta-Stankiewicza – ulica położona we Wrocławiu na Starym Mieście, w jego części nazywanej Nowym Miastem. Łączy ulicę Jana Ewangelisty Purkyniego z placem Polskim i bulwarem Xawerego Dunikowskiego stanowiącym w tym miejscu fragment Promenady Staromiejskiej. Ulica ma 91 m długości.

## Historia
Na wschód od ulicy usytuowana była cegielnia. Stąd od 1403 r. określana była nazwą by den czigelschewnen czyli Ceglana, podobnie jak pobliski plac Polski, a ówcześnie Ceglarski. Później prawdopodobnie powstały kolejne cegielnie, a także prowadzono wyrób garnków. Z 1372 r. pochodzi wzmianka o sporze między miastem a biskupem o teren tu położony.
Do 1807 r. teren ten położony był w obrębie fortyfikacji miejskich. Znajdowała się tu Brama Ceglarska, która powstała w XIV wieku, kolejno przebudowana w 1535 r., a w 1585 r. wyburzono basteję. Później na wschód od ulicy zbudowano w latach 1586-1589 się Bastion Ceglarski. Od tego roku rozpoczęto ich rozbiórkę, a na północ od ulicy wzdłuż brzegu rzeki Odry urządzono Promenadę Staromiejską, ze wzgórzem widokowym urządzonym na reliktach bastionu, obecnie Wzgórze Polskie, zapewniające widok na panoramę historycznej zabudowy Ostrowa Tumskiego. Z ulicą Garncarską łączyła się nieistniejąca dziś ulica Polska (Polnischegasse, Basteigasse) biegnąca niegdyś do ulicy Bernardyńskiej, zlikwidowana w 1964 r..
Po zachodniej stronie ulicy znajduje się kompleks zabudowy należący dziś do Akademii Sztuk Pięknych, a wcześniej zbudowany dla potrzeb zbudowano Królewskiej Szkoły Sztuki, Budownictwa i Rzemiosła, użytkowany od 1867 r..
Południową oś widokową ulicy zamyka kompleks zabudowy z rotundą, w której eksponowana jest Panorama Racławicka. Jego budowa rozpoczęła się 10.11.1966 r. Autorami projektu byli Ewa Dziekońska i Marek Dziekoński. Autorami zaś samej panoramy byli Jan Styka i Wojciech Kossak, dziś upamiętnieni również w nazwie przylegającej do kompleksu ulicy Jana Styki i Wojciecha Kossaka. Otwarcie ekspozycji z panoramą miało miejsce 1985 r.

## Nazwy
W swojej historii ulica nosiła następujące nazwy:
- By den czigelschewnen (Ceglana), od 1403 r. do 1945 r.[3]
- Garncarska, od 1945 r. do 19.07.2022 r.[1][3][21]
- Eugeniusza Geta-Stankiewicza, od 19.07.2022 r.[5][22].

Powojenna nazwa ulicy – Garncarska – została nadana przez Zarząd Miejski i ogłoszona w okólniku nr 97 z 31.11.1945 r.. Natomiast współczesna nazwa ulicy – Eugeniusza Geta-Stankiewicza – została ustalona uchwałą Rady Miejskiej Wrocławia z dnia 23 czerwca 2022 r. w sprawie zmiany nazwy ulicy na terenie Wrocławia.

## Układ drogowy
Do ulicy przypisana jest droga gminna numer 105000D o długości 91 m klasy dojazdowej położona na działkach o łącznej powierzchni 785 m2. Ulica biegnie od ulicy Jana Ewangelisty Purkyniego do placu Polskiego. W całości objęta jest strefą ograniczenia prędkości do 30 km/h. Wzdłuż ulicy dopuszczono kontraruch rowerowy.
Ulice powiązane z ulicą Eugeniusza Geta-Stankiewicza:
- skrzyżowanie:
  - plac Polski[27]
  - deptak: Bulwar Xawerego Dunikowskiego, w ramach Promenady Staromiejskiej[6][7][28]
- skrzyżowanie: ulica Jana Ewangelisty Purkyniego[29][30].

## Zabudowa i zagospodarowanie
Po zachodniej stronie ulicy znajduje się kwartał zabudowy śródmiejskiej z kompleksem budynków Akademii Sztuk Pięknych, o wysokości zabudowy do 27 m. Północny kraniec i wschodnia strona ulicy to tereny zielone placu Polskiego, Promenady Staromiejskiej i Wzgórza Polskiego urządzonego na reliktach Bastionu Ceglarskiego. Znajduje się tu nieużytkowany budynek dawnego szaletu miejskiego. Zaś przy południowym krańcu ulicy za ulicą Jana Ewangelisty Purkyniego znajduje się kompleks zabudowy z rotundą Panoramy Racławickiej.
Ulica położona jest w obszarze znajdującym się na wysokości bezwzględnej pomiędzy 117,5 a 118,5 m n.p.m.. Teren po wschodniej stronie ulicy jest objęty rejonem statystycznym nr 933170, w którym gęstość zaludnienia wynosiła 6389 osób/km² przy 493 osobach zameldowanych, natomiast teren po stronie zachodniej objęty jest rejonem statystycznym nr 933180  w którym gęstość zaludnienia wynosiła 60 osób/km² przy 19 osobach zameldowanych (według stanu na dzień 31.12.2018 r.
Na północ od ulicy położony jest Bulwar Xawerego Dunikowskiego, w ramach Promenady Staromiejskiej, biegnący nad brzegiem rzeki Odry, jej głównego ramienia, w miejscu rozdziału Odry Górnej na dwa zasadnicze ramiona – Odrę Północną i Odrę Południową, w ramach Śródmiejskiego Węzła Wodnego.

## Ochrona i zabytki
Obszar, na którym położona jest ulica Eugeniusza Geta-Stankiewicza, podlega ochronie w ramach zespołu urbanistycznego Starego Miasta z XIII–XIX wieku, wpisanego do rejestru zabytków pod nr. rej.: 196 z 15.02.1962 oraz A/1580/212 z 12.05.1967 r.. Inną formą ochrony tych obszarów jest ustanowienie historycznego centrum miasta, w nieco szerszym obszarowo zakresie niż wyżej wskazany zespół urbanistyczny, jako pomnik historii  . Samo miasto włączyło ten obszar jako cenny i wymagający ochrony do Parku Kulturowego "Stare Miasto", który zakłada ochronę krajobrazu kulturowego oraz uporządkowanie, zachowanie i właściwe kształtowanie krajobrazu kulturowego oraz historycznego charakteru najstarszej części miasta .
Ochroną konserwatorską objęty jest obszar placu Polskiego. Ochronie podlegają również widoki urbanistyczne: z ulicy Jana Ewangelisty Purkyniego, wzdłuż ulicy Eugeniusza Geta-Stankiewicza w kierunku Odry i z bulwaru na Ostrów Tumski, oraz z ulicy Wincentego Kraińskiego wzdłuż placu Polskiego przez ulicę Eugeniusza Geta-Stankiewicza na Wzgórze Polskie.
Przy ulicy i w najbliższym sąsiedztwie znajdują się następujące zabytki i inne obiekty historyczne:
| obiekt, położenie | powstanie, nr rej. | fotografia |
| --- | --- | ---------- |
| strona północna | |            |
| Promenada Staromiejska | po 1807 r., projekt 1813 r. (Johann Friedrich Knorr) gez, mpzp |            |
| strona zachodnia | |            |
| Zespół budynków Wyższej Szkoły Sztuk Plastycznych, obecnie Akademii Sztuk Pięknych, założenia przestrzenne plac Polski 3-4, ulica Andrzeja Frycza-Modrzewskiego 15, 17 | lata 1866-1867, 1891 r. brak ochrony |            |
| Wyższa Szkoła Sztuk Plastycznych – II, obecnie Akademia Sztuk Pięknych – wydziały pl. Polski 3-4                                                                       | 1905 r. brak ochrony |            |
| zamknięcie osi widokowej w kierunku południowym | |            |
| Zespół budynków "Panoramy Racławickiej" wraz z otoczeniem ulica Jana Ewangelisty Purkyniego 11                                                                         | 10.02.1966 r. (rozpoczęcie budowy) – 1969 r. A/2281/464/Wm z dnia 25.11.1991 r.; 16.07.1998 r. (rozszerzenie)                                                                                               |            |
| strona wschodnia | |            |
| Szalet miejski, obecnie nieużytkowany, ulica Eugeniusza Geta-Stankiewicza                                                                                              | około 1910 r. brak ochrony |            |
| Bastion Ceglarski, od początek XIX wieku - wzgórze widokowe, obecnie Wzgórze Polskie, działka nr 9/1, AM-28, obręb Stare Miasto (plac Polski)                          | 1585 r., XVII wiek (rawelin), XVIII wiek (przebudowy), 2 połowa XVIII wieku (luneta), 1807 r. (prace rozbiórkowe), lata 70.-80. XX wieku (prace renowacyjne) XVI-XVIII wiek A/5260/210 z dnia 30.12.1970 r. |            |